# خوبيش
الخوبيش (ḫpš ؛ أيضًا خوبيش) هو منجل مصري تطور من أسلحة المعركة. 
يبلغ حجم الخوبيش النموذجي 50-60 سم (20-24 بوصة)، على الرغم من وجود أحجام أصغر أيضًا. يمكن استخدام المنحنى الداخلي للسلاح في فخ ذراع الخصم، أو لسحب درع الخصم بعيدًا. تغيرت هذه الأسلحة من البرونز إلى الحديد في عصر الدولة الحديثة. أقرب تصوير معروف للخوبيش هو من مسلة النسور، والتي تصور الملك إياناتوم من لجش شاهرا سلاح.
قد تكون كلمة خوبيش مشتقة من «ساق»، كما في «فخذ البقر»، بسبب تشابهها في الشكل. تم العثور على الهيروغليفية لـ ḫpš («الساق») في وقت مبكر خلال وقت نصوص التابوت (الفترة الانتقالية الأولى).
تم تصوير العديد من الفراعنة مع الخوبيش، وقد تم العثور على بعضهم في مقابر ملكية مثل الذي عثر عليه مع توت عنخ آمون. 